# 李長壽
李长寿（？—534年），北魏伊川人。父亲李伯扶，北魏太和末年，跟随魏孝文帝征悬瓠有功，为汝南郡守。
李长寿性雄豪，有武艺。年轻时与蛮酋勾结，侵攻阙南。孝昌年间，朝议恐他作乱，以李长寿为防蛮都督，给其鼓节。李长寿希望通过这件事得到任用，尽其智力，防御群蛮。伊川左右，寇盗稍平。永安之后，盗贼蜂起，李长寿招集叛亡。魏帝借助其力，于是安抚。任用他为持节、大都督，改镇张白坞。历任河北郡守、河内郡守。所为官地方，都以猛烈著称。讨捕诸贼有功。任用卫大将军、北华州刺史，赐爵清河郡公。魏孝武帝西迁，李长寿率励义士抗拒东魏。魏孝武帝任命他为颍川郡守、广州刺史。东魏派遣行台侯景率兵攻打，李长寿兵少，城陷，遇害。大统元年（535年），追赠太尉、使持节、侍中、骠骑大将军、冀定等十二州诸军事、定州刺史。其子李延孙、李义孙，李义孙官至开府仪同三司。